# Шпихер, Штефан
Штефан Шпихер (род. в 1950 году, Базель, Швейцария) — художник-абстракционист.
Одна из главных тем его творчества — вопрос видения и восприятия, а также художественного воплощения идеи в живописи и графике. Художник исследует непрерывность изменения жизни, а также лежащие в её основе силу и энергию. Штефан наблюдает за движением и постоянной трансформирующейся сущностью всего, что существует в этом мире.
В своем творчестве он активно сотрудничает с художниками и другими деятелями искусств из России, Индонезии и Японии. Его студии находятся в Обервиль рядом с Базелем и в Маджия, Тичино.

## Жизнь и творчество
После окончания школы Штефан Шпихер начинает поиск своего собственного языка, новых форм и средств выражения. Для этого он поступает в высшую школу прикладных искусств, которая сегодня называется Университет Искусства и Дизайна Базеля (нем. Hochschule für Gestaltung und Kunst). После окончания университета Штефан продолжает свое обучение у итальянского художника Беппе Ассенца (нем. Beppe Assenza).
С 1980 продолжает рисовать в своей мастерской в южной части Швейцарии, где он провел часть своего детства. Его отец был профессиональным геологом и именно здесь Штефан обнаружил свою любовь к миру камней и тектоническим долинам. Первый творческий период художника длился до 1983 года и был посвящён его любви к Италии, очарованием цветов, духовной и динамической выразительности итальянского Средневековья, его художественной позиции, манящей и так влиявшей на него.

### Вечная Линия
С 2001 можно заметить постепенное появление в живописных работах Штефана элементов нового абстрактного вектора и ещё более узкое восприятие так давно волновавших его тем движения жизни и таинственные пересечения путей и энергий, в дальнейшем получившим название «Вечная линия». Он начинает по новому обрабатывать поверхность своих работ, отделяя фон от линии заклеенными частями. В период с 2001 по 2003 год художник использует эффект «невидимых», выдавленных участков, пересекающихся с движением видимых, тушью нарисованных и раскрашенных линий.
В 1986 году совершив поездку в Японию, а впоследствии, в 1992 на Бали, Штефан знакомится и начинает близко дружить и активно сотрудничать с ведущими индонизийскими художниками своего поколения, такими как Маде Вианта, обмениваясь традициями культуры и духовности между собой. Все свое пребывание на Бали Штефан занимался наблюдением за природой, попыткой поймать её движение, перенести её дыхание в плоскостное изображение, заставляя жить его на плоскости. Так «Вечная Линия» поддалась удивительным метаморфозам и окончательно преобразовалась в новую серию работ «Цветение».

### Цветение
Создавая цветочные, архетипические цветочные формы, Штефан начинает использовать золотые листы, которые бережно наносит на поверхность, тем самым до конца укрепляя игру сочетания блеска и матовых поверхностей, прозрачности и глубокого насыщенного цвета. Он начинает активно использовать в своих новых работах автомобильные краски, которые, попадая на свет дают глубокую игру света и эффект зеркального алюминия.
В 2006 прошла большая персональная выставка Штефана Шпихера в Музее Людвига в Русском музее Санкт-Петербурга, на которой можно было увидеть большие работы на алюминия из серии «Цветение», а затем эта-же экспозиция была выставлена на совместной выставке с известным художником Кумари Нахаппан (Kumari Nahappan) в Национальной библиотеке Сингапура.
Штефан создал серию арт-объектов продолжавших серию картин созданных ранее. Монохромный цветок и листья были вырезаны по контуру из тех-же алюминиевых панелей. Эти работы способны создавать живописные композиции на стенах жилых домов и галерей, в которых они экспонированы. Самые большие и самые впечатляющие из этих работ были созданы в арт-галерее Ривелино ди Леонардо да Винчи (Il Rivellino LdV Art Gallery) (Локарно, 2010) и в Индонезии в галерее Sangkring Art Space (Джокьякарта, 2013).
Позже были проведены две персональные выставки Штефана Шпихера в Киото (музей Hakusasonso Hashimoto Kansetsu Garden and Museum, 2014) и в Санкт-Петербурге (Государственный Русский музей, 2015), в которых, в попытке передать опыт десятилетий, художественное и духовное звучание, Штефан возвращается к более традиционным чистым формам и основам живописных техник.

## Выставки

### Персональные выставки
- 1986: Art Basel 17/86 персональная выставка галереи Brambach
- 1990: Кунстхаус Гренхен
- 1998: Галерея Riehentor, Базель
- 2002: Галерея Дмитрия Семёнова, Санкт-Петербург, Россия
- 2003: Музей Villa Dei Cedri, Беллинцона
- 2007: Музей Людвига в Русском музее, Санкт-Петербург, Россия
- 2009: Fundacio Niebla, Casavellas-Girona, Испания
- 2010: Il Rivellino LdV Art Gallery, Локарно
- 2012: Галерея RuArts, Москва
- 2013: Sangkring Art Space, Джокьякарта, Индонезия
- 2014: Музей Хасимото | Hakusasonso Hashimoto Kansetsu Garden and Museum, Киото, Япония
- 2016: Галерея  Inner Voice, Санкт-Петербург, Россия
- 2017: Галерея G77, Киото, Япония
- 2019: Галерея Noivoi, Нагоя, Япония
- 2019: Музей Casa Rusca, Локарно, Швейцария

### Групповые выставки
- 2006: Горы — Galerie Beyeler, Базель
- 2006: Семена и цветы — с К. Nahappan, Национальная библиотека Сингапура
- 2008: Pinacoteca Comunale Casa Rusca, Локарно
- 2009: Art & Natura — Музей Villa Dei Cedri, Беллинцона
- 2010: Встреча с искусством Японии — Karin Sutter Gallerie, Basel + DSGallery, Санкт-Петербург
- 2010: Небо — Государственный Русский музей,Санкт-Петербург
- 2011:  Japan Art +2, Музей Иокогама, Япония
- 2015: Музей Villa dei Cedri, Беллинцона, Швейцария
- 2015: Кунстхалле Palazzo, Лиесталь, Швейцария
- 2017: Музей современного искусства Сайтама, Япония
- 2017 Кунстхауз Аарау, Швейцария

## Публикации
- 1992: Штефан Шпихер Opere 1982—1992 Galleria Matasci, Тенеро-Контра (нем. Tenero-Contra) ISBN 88-85118-18-6.
- 1999: Штефан Шпихер рисунки галереи Riehentor Basel
- 2003: Штефан Шпихер Вечная Линия, Музей Villa Dei Cedri, Беллинцона
- 2005: Штефан Шпихер — Вечная линия, Matamera, Индонезия ISBN 979-95681-8-8.
- 2006: Штефан Шпихер Blossom — Музей Людвига в Русском музее Санкт-Петербурга ISBN 3-938051-69-8
- 2016: Штефан Шпихер - Проникая в небеса ISBN 978-5-906550-63-7
- 2016: Штефан Шпихер, Hashimoto Garden Museum, Киото
- 2019: Штефан Шпихер Elementals, Музей Casa Rusch, Беллинцона